# Dagmar Krause
Dagmar Krause (ur. 4 czerwca 1950 w Hamburgu) – niemiecka piosenkarka i śpiewaczka; związana była z wieloma awangardowymi twórcami (m.in. grupy Henry Cow, Art Bears, muzycy tacy jak Fred Frith, Chris Cutler, Lindsay Cooper, Lutz Glandien i inni); wykonawczyni utworów Kurta Weilla i Hannsa Eislera.

## Życiorys

### Wczesne lata
Urodziła się w Hamburgu. Karierę rozpoczęła jako 14-letnia piosenkarka w klubie nocnym w hamburskiej dzielnicy „czerwonych latarni” Reeperbahn.
W 1968 r. wstąpiła do zaangażowanej politycznie grupy folkowej The City Preachers. W tym samym roku zespół wydał album Der Kaürbis, Das Transportproblem und Die Traumtänzer z muzyką do spektaklu telewizyjnego. W 1969 r. grupa ta się rozpadła, jednak jej wokalistki, czyli Inga Rumpf i Dagmar nagrały w 1970 r. album I.D. Company Utwory nagrane przez Dagmar wykazują już jej zamiłowanie do niekonwencjonalnego, awangardowego podejścia do muzyki, które będzie się pogłębiać w następnych latach. W 1971 r. ukazał się jeszcze jeden album The City Preachers Back to the City.
W 1971 r. Krause wstąpiła do grupy Slapp Happy, która powstała w Wumme w Niemczech. Było to międzynarodowe trio; oprócz Niemki Dagmar jego członkami byli Anglik Anthony Moore (instrumenty klawiszowe) i Amerykanin Peter Blegvad (gitara, wokal). Wkrótce Dagmar i Anthony stają się małżeństwem.
Grupa ta dla wzbogacenia swojego brzmienia rozpoczęła współpracę z zespołem Faust, który towarzyszył im na dwóch pierwszych albumach: Sort of... z 1972 r. i Casablanca Moon z 1973 r. Ta druga płyta została niewydana.
W 1974 r. Slapp Happy przenieśli się do Londynu i ponownie nagrali materiał z niewydanego albumu. Nowe nagrania ukazały się na płycie zatytułowanej Slapp Happy. Oryginalne niewydane nagrania z grupą Faust zostały ostatecznie wydane dopiero w 1980 r. jako Acnalbasac Noom, przez firmę Chrisa Cutlera Recommended Records.

### Henry Cow
W 1974 r. Slapp Happy zaczęli współpracę z awangardowym, lewicowym zespołem Henry Cow, a w październiku obie grupy połączyły się i rozpoczął się prawie roczny okres ich ścisłej kooperacji.
Jeszcze w tym samym roku ukazał się ich pierwszy album Desperate Straights firmowany przez oba zespoły.
W lutym i marcu 1975 r. muzycy weszli do studia i nagrali album In Praise of Learning.
Po nagraniu tej płyty Moore i Blegvad odeszli z zespołu, jednak Dagmar zdecydowała się pozostać w bardziej awangardowo nastawionym Henry Cow.
Po nagraniu In Praise of Learning grupa udała się na tournée po Francji. Rozpoczęło się ono w Champs Elysees w Paryżu połączonym koncertem z Robertem Wyattem. Zespół otrzymał także natychmiast zaproszenie i propozycje koncertów od Włoskiej Partii Komunistycznej (PCI). Przez następnych 10 miesięcy Henry Cow z Dagmar Krause koncertował w Szwajcarii, Szwecji, Francji, Danii, Norwegii, Finlandii, Belgii, Holandii i Hiszpanii.
W Norwegii wydany został podwójny album Concerts.
W maju 1976 r. Dagmar musiała ze względu na stan zdrowia zrezygnować z niezwykle intensywnych tras koncertowych grupy i powróciła do Hamburga, obiecując zespołowi, że dołączy do nich podczas nagrywania następnego albumu.
Podczas nagrywania następnego albumu w Szwajcarii na początku 1978 r. doszło w zespole do rozłamu; część muzyków pragnęła aby płyta była całkowicie instrumentalna, a część optowała za płytą wokalną. W rezultacie sporu, nowy i ostatni już album Henry Cow Western Culture był prawie całkowicie instrumentalny, a trio: Dagmar Krause, Fred Frith i Chris Cutler założyło nowy zespół Art Bears.

### Art Bears
Grupa ta wydała utwory z wokalem Dagmar na albumie zatytułowanym Hopes and Fears w 1978 r. Na płycie gościnnie wystąpili pozostali muzycy z Henry Cow.
W listopadzie trio bez żadnych dodatkowych muzyków nagrało drugi album grupy Winter Songs.
W 1979 r. zespół odbył swoje jedyne tournée posiłkując się Peterem Blegvadem (gitara, gitara basowa) i Markiem Hollanderem (instrumenty klawiszowe i klarnet).
W tym samym roku Dagmar nagrała album z Kevinem Coyne’em zatytułowany Babbles.
W sierpniu 1980 r. trio Art Bears nagrało trzeci i ostatni album The World as It Is Today.

### News From Babel
W 1983 r. Dagmar wstąpiła do grupy News From Babel. Innymi muzykami zespołu byli Chris Cutler, Lindsay Cooper i Zeena Parkins.
Zespół ten wydał dwa albumy: Work Resumed on the Tower (1984) i Letters Home (1986)

### Pozostała współpraca
Po rozwiązaniu News From Babel Dagmar współpracowała z takimi muzykami i grupami jak Michael Newman Band (album The Kiss and Other Movements z 1985 r.), Lindsay Cooper (album  Music for Other Occasions z 1986 r.).
W 1991 r. Dagmar, Moore i Blegvad odnowili współpracę, tworząc dla BBC operę Camera (włos. pokój), powstałą według pomysłu Dagmar, ze słowami Blegvada i muzyką Moore’a. Dagmar grała i wykonywała partie wokalne głównej postaci opery Meluzyny (Melusine). W dwa lata później dzieło to zostało wykonane w studiu telewizji publicznej Channel 4.
Następnie współpracowała z takimi artystami jak Chris Cutler i Lutz Glandien (album Domestic Stories z 1992 r.), Tim Hodgkinson (album Each in Out Own Thoughts z 1994 r.). Wspólnie z Marie Goyette firmowała album A Scientific Dream and a French Kiss (1998)
W 1997 r. reaktywowała się grupa Slapp Happy i wydała w 1998 r. album Ça Va.

### Prace solowe
Dagmar zawsze fascynowała się kabaretem Republiki Weimarskiej oraz twórczością Bertolda Brechta i jego muzycznych współpracowników Kurta Weilla i Hannsa Eislera. W 1978 r. występowała w londyńskim wystawieniu sztuki Brechta Rozkwit i upadek miasta Mahogany.
W 1985 r. zaśpiewała „Surabaya Johnny” na albumie Lost in the Stars: The Music of Kurt Weil, którego producentem był Hal Willner.
W 1986 r. Dagmar wydała dwa albumy: Supply and Demand. Songs by Brecht/Weil oraz Tank Battles: The Songs of Hanns Eisler. Oba albumy ukazały się także w wersji śpiewanej w języku niemieckim. Utwory z tych znakomitych płyt Dagmar wykonywała później na koncertach, z których podkreślić trzeba występ na Festiwalu w Edynburgu.

### Głos
Dagmar dysponuje oryginalnym, niezwykle plastycznym altem, mocnym i głębokim, z dość dużym wibratem. Jego plastyczność powoduje, że Dagmar może znakomicie wyrażać słodycz prostych piosenek, ale i zmienić się diametralnie w dramatycznych, krańcowych utworach. Jej styl wykonawczy cechuje oryginalność i idiosynkrazja. Dodatkowym elementem jest także jej niemiecki akcent, który w piosenkach śpiewanych w języku angielskim podkreślał politycznie zaangażowane utwory Henry Cow.
Repertuar, do którego sięga, rozciąga się od muzyki eksperymentalnej, poprzez progresywny i awangardowy rock, songi Brechta do muzyki Mozarta.

## Dyskografia
1. The City Preachers. Der Kürbis, Das Transportproblem und dir Traumtänzer. 1968
2. I.D. Company. I.D. Company. 1970
3. The City Preachers. Back to the City. 1971
4. Slapp Happy. Sort of..., 1972
5. Slapp Happy. Acnalbasac Noom, 1973 (wyd. 1980)
6. Slapp Happy. „Just a Conversation/Jumpin’ Jonah”, 1973
7. Slapp Happy. „Casablance Moon/Slow Moon Rose”, 1974
8. Slapp Happy. Charly and Charly, 1974
9. Slapp Happy. Slapp Happy, 1974
10. Slapp Happy/Henry Cow. Desperate Straights, 1974
11. Henry Cow. In Praise of Learning, 1975
12. Various Artists. Virgin Sound V, 1975
13. Utopic Sporadic Orchestra De Futura, 1975
14. Slapp Happy Mr. Rainbow, 1975
15. Henry Cow. Concerts, 1976
16. Art Bears. Hopes and Fears, 1978
17. Various Artists. Dead on Arrival, 1978
18. Art Bears. Winter Songs, 1979
19. Kevin Coye & Dagmar Krause. Babble, 1979
20. Slapp Happy. „Charly and Charly”/instr., 1979
21. Art Bears. „Rats and Monkeys/ Collapse”, 1979
22. Art Bears. The World as It Is Today, 1981
23. Art Bears. Coda to Man and Boy, 1981
24. Goebbels & Harth. Indianer fuer Morgen, 1981
25. Goebbels & Harth. Bertold Brecht: Zeit Wirdknapp, 1981
26. Commuters. Commuters, 1982
27. ReR Records Sampler, 1982
28. Slapp Happy. „Everybody’s Slimmin’/ Blue Eyed William”, 1983
29. Paul Young. No Parlez, 1983
30. Lindsay Cooper. The Small Screen – Music for Television, 1984
31. The Stranglers. Skin Deep, 1984
32. News from Babel. Contraries, 1984
33. News from Babel. The Work Resumed on the Tower, 1984
34. Anthony Moore. The Only Choice, 1984
35. Various Artists. Lost in the Stars – The Music of Kurt Weill, 1985
36. The ReR records quarterly. Vol.1 No.2, 1985
37. Michael Nyman. The Kiss and Other Movements, 1985
38. Lindsay Cooper. Music for Other Occasions, 1986
39. News from Babel. Letter Home, 1986
40. Dagmar Krause. Angebot und Nachfrage, 1986
41. Dagmar Krause. Supply and Demand, 1986
42. ReR Quarterly. Vol.II No.1, 1987
43. Dagmar Krause. Panzerschlacht, 1988
44. Dagmar Krause. Tank Battles, 1988
45. Fred Frith. Gravity, 1990
46. Fred Frith. Speechless, 1991
47. ReR Quarterly. Vol. 1 Selections, 1991
48. Henry Cow. The Virgin Years, Souvenir Box 1991 1991
49. Heiner Goebbels, Alfred 23 Harth. Goebbels/Harth, 1992?
50. The Grid 456, 1992
51. Chris Cutler & Lutz Glandien. Domestic Stories, 1992
52. Dagmar Krause. Radio Session, 1993
53. Slapp Happy. Camera, 1993?
54. Tim Hodgkinson. Each in Our Own Thoughts, 1994
55. Robert Wyatt. Flotsam Jetsam, 1994
56. Slapp Happy. Ça va, 1998
57. Dagmar Krause & Marie Goyette. A Scientific Dream and a French Kiss, 1998
58. Slapp Happy. Live in Japan – May, 2000, 2001